# آكيو موري
آكيو موري (باليابانية: 森昭雄؛ بالكانا: もり あきお) هو عالم وظائف الأعضاء ياباني، ولد في 5 فبراير 1947 في هوكايدو في اليابان.